# 吉田元一
吉田 元一（よしだ もとかず、1948年 - ）は、日本の実業家。第7代学校法人明星学苑理事長。三井物産代表取締役副社長・最高情報責任者、日野自動車取締役等を歴任。

## 経歴
東京都生まれ。明星中学校・高等学校を経て、1971年一橋大学商学部卒業、三井物産入社。
2001年三井物産取締役に就任。同社常務を経て、2007年から同社代表取締役専務、2008年から代表取締役副社長。同社でCIO（チーフインフォメーションオフィサー）等を務めた。自然保護協議会監事等を経て、2012年第7代学校法人明星学苑理事長。アクセンチュアと学校法人関係者情報を集めた「KMDネット」を構築し、ITの強化を行うなどした。2015年日野自動車取締役。